# Sistema dunale Capo Granitola, Porto Palo e Foce del Belice
Sistema dunale Capo Granitola, Porto Palo e Foce del Belice este o arie protejată (arie specială de conservare — SAC, sit de importanță comunitară — SCI) din Italia întinsă pe o suprafață de 538 ha, integral pe uscat.

## Localizare
Centrul sitului Sistema dunale Capo Granitola, Porto Palo e Foce del Belice este situat la coordonatele 37°34′52″N 12°46′56″E / 37.581223°N 12.782251°E.

## Înființare
Situl Sistema dunale Capo Granitola, Porto Palo e Foce del Belice a fost declarat sit de importanță comunitară în septembrie 1995 pentru a proteja 1 specie de plante și 29 de specii de animale. Situl a fost protejat și ca arie specială de conservare în martie 2017.

## Biodiversitate
Situată în ecoregiunea mediteraneană, aria protejată conține 16 habitate naturale: Lacuri eutrofice naturale cu vegetație de tip Magnopotamion sau Hydrocharition, Dune cu vegetație ierboasă Brachypodietalia cu specii anuale, Galerii de Salix alba și de Populus alba, Estuare, Tufărișuri termo-mediteraneene și de pre-deșert, Pajiști umede mediteraneene cu ierburi înalte de Molinio-Holoschoenion, Vegetație anuală la limita mareei, Dune cu vegetație ierboasă Malcolmietalia, Recifuri, Pseudostepă cu ierburi și specii anuale de Thero-Brachypodietea, Dune mobile de-a lungul țărmului cu Ammophila arenaria („dune albe”), Dune mobile cu vegetație embrionară, Faleze cu vegetație de Limonium spp. endemic de pe coastele mediteraneene, Dune de pe litoral fixate cu Crucianellion maritimae, Pășuni mediteraneene udate de apa mării (Juncetalia maritimi), Peșteri inaccesibile publicului.
La baza desemnării sitului se află mai multe specii protejate:
- plante (1): Galium litorale
- păsări (26): lăcar-de-rogoz (Acrocephalus schoenobaenus), pescăruș albastru (Alcedo atthis), stârc cenușiu (Ardea cinerea), stârc galben (Ardeola ralloides), buhai de baltă (Botaurus stellaris), ciocârlie-cu-degete-scurte (Calandrella brachydactyla), prundăraș de sărătură (Charadrius alexandrinus),  prundaș gulerat mic (Charadrius dubius), erete de stuf (Circus aeruginosus), erete vânăt (Circus cyaneus), erete alb (Circus macrourus), dumbrăveancă (Coracias garrulus), Eudromias morinellus, Falco naumanni, muscar-gulerat (Ficedula albicollis), lișiță (Fulica atra), piciorong (Himantopus himantopus), Hydrocoloeus minutus, stârc pitic (Ixobrychus minutus), sfrâncioc cu cap roșu (Lanius senator), stârc de noapte (Nycticorax nycticorax), cormoran mare (Phalacrocorax carbo), țigănuș (Plegadis falcinellus), Spatula clypeata, chiră de mare (Thalasseus sandvicensis), pupăză (Upupa epops)
- reptile (3): Caretta caretta, Emys trinacris, elaphe situla (Zamenis situla)

Pe lângă speciile protejate, pe teritoriul sitului au mai fost identificate 19 specii de plante, 6 specii de păsări, 1 specie de amfibieni, 15 specii de nevertebrate, 5 specii de reptile.